# Нижньолужицька Вікіпедія
Нижньолужицька Вікіпедія (н.-луж. Dolnoserbski Wikipedija) — розділ Вікіпедії нижньолужицькою мовою, однією з мов лужичан. Створена 2005 року. Нижньолужицька Вікіпедія станом на 26 березня 2025 року містить 3424 статті, 19 812 зареєстрованих користувачів, 23 активних дописувачів, 1 адміністратора
. Загальна кількість сторінок у нижньолужицькій Вікіпедії — 11 610, редагувань — 146 145, мультимедійні файли відсутні
. Глибина (рівень розвитку мовного розділу) нижньолужицької Вікіпедії середня і становить 71.9 пунктів
.
За кількістю статей перебуває на 237-му місці серед усіх мовних розділів та на 19-му серед слов'яномовних розділів Вікіпедії (між кашубською та старослов'янською Вікіпедіями).

## Етапи розвитку
Зважаючи на те, що кількість носіїв нижньолужицької мови оцінюють на рівні 10-15 тис.осіб, до того ж в основному, старшого віку, відповідний мовний розділ розвинутий слабо. На 1 листопада 2011 року в ньому було: 851 стаття, 4 978 сторінок, 1 адміністратор, 30 активних користувачів, 4848 користувачів.
- Липень 2006 — створена 100-та стаття[3].
- Червень 2011 — створена 1 000-на стаття[3].
- Квітень 2014 — створена 2 000-на стаття[4].